# Lake Arthur, Louisiana
Lake Arthur är en ort i Jefferson Davis Parish i delstaten Louisiana, USA.